# Cardiocondyla mauritanica
Cardiocondyla mauritanica är en myrart som beskrevs av Auguste-Henri Forel 1890. Cardiocondyla mauritanica ingår i släktet Cardiocondyla och familjen myror. Inga underarter finns listade.

## Bildgalleri

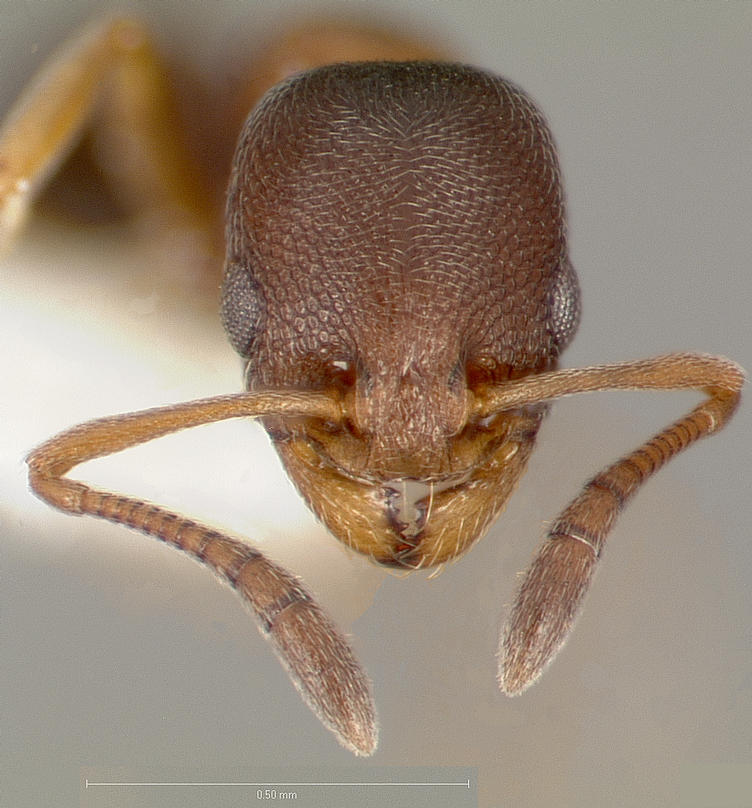
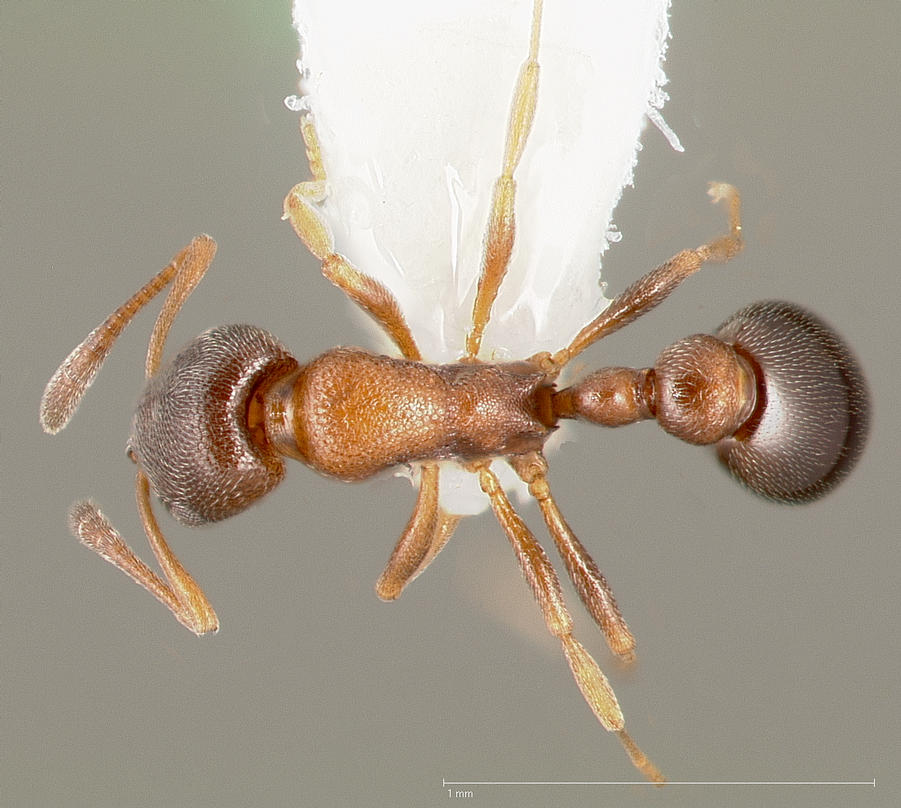
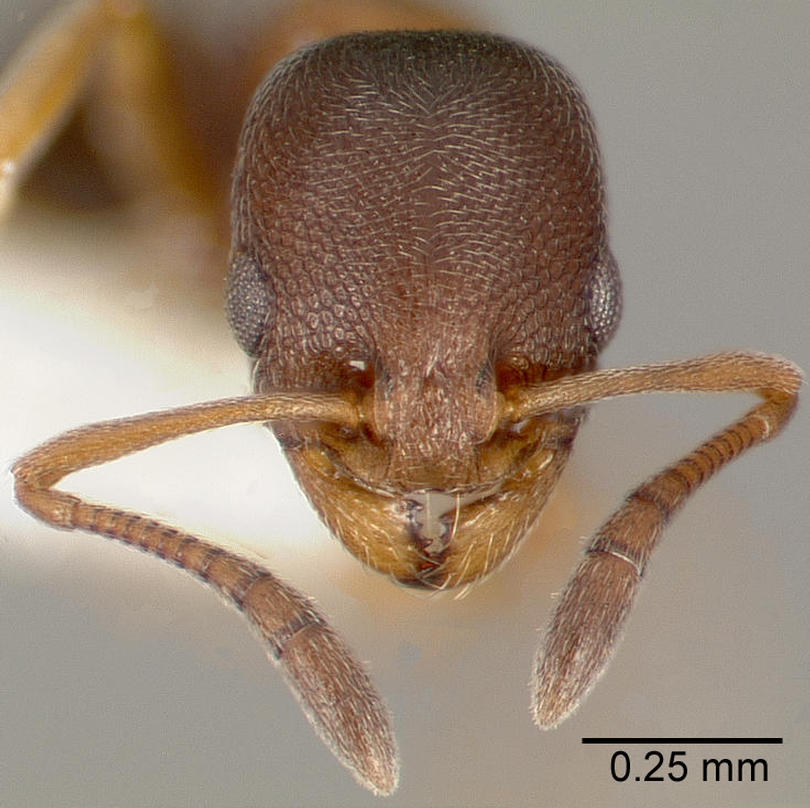
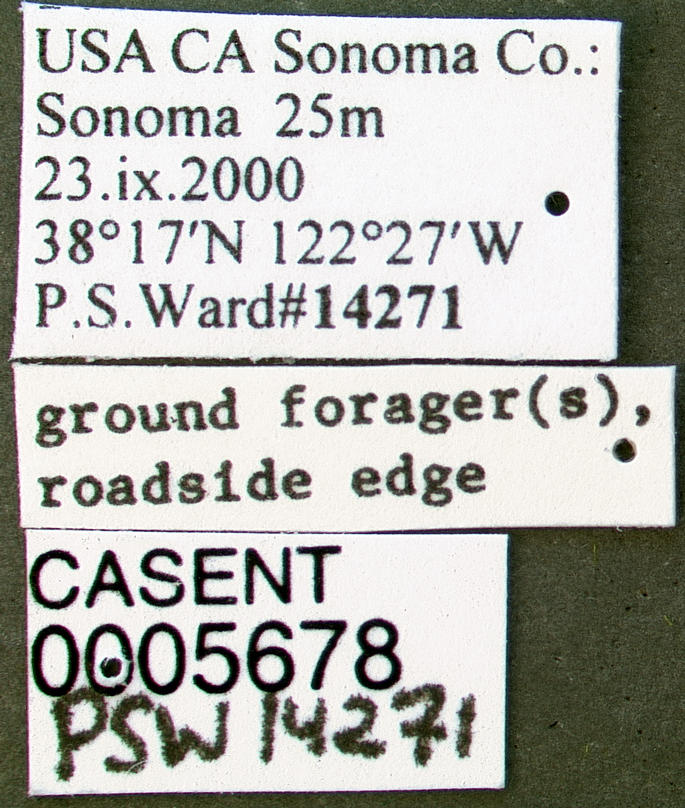
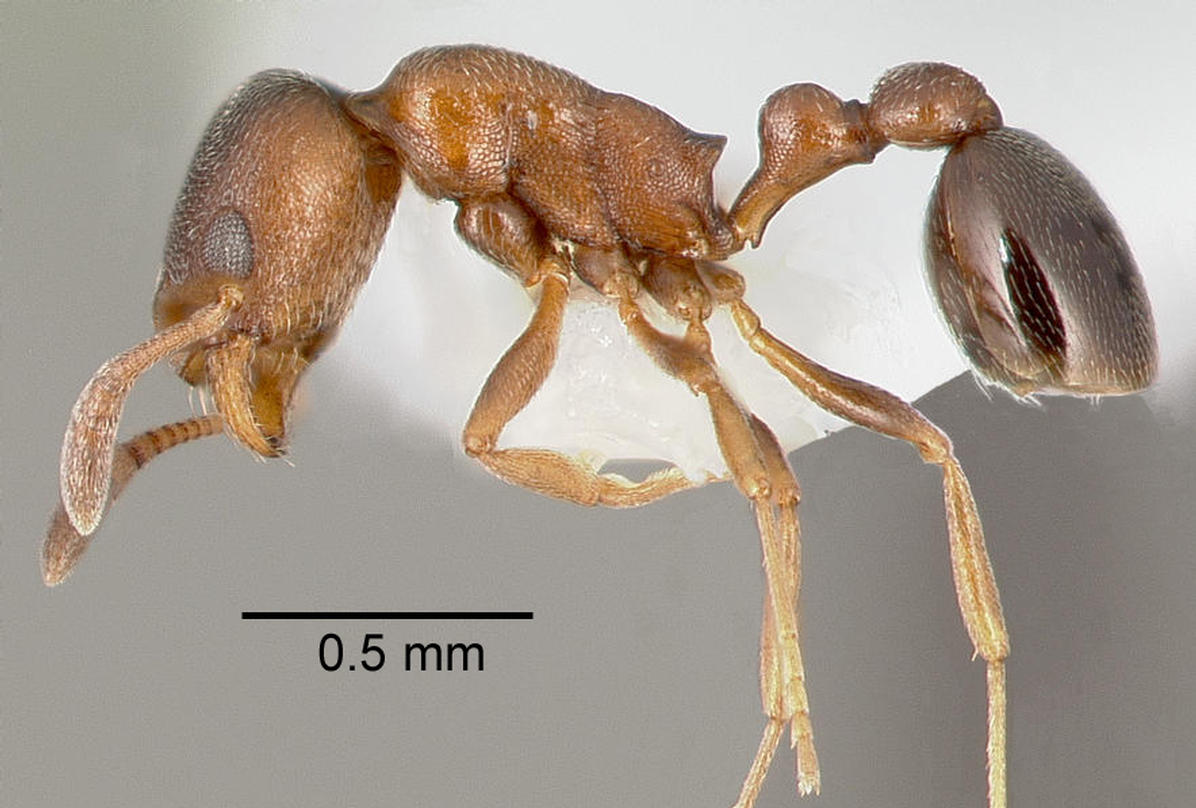
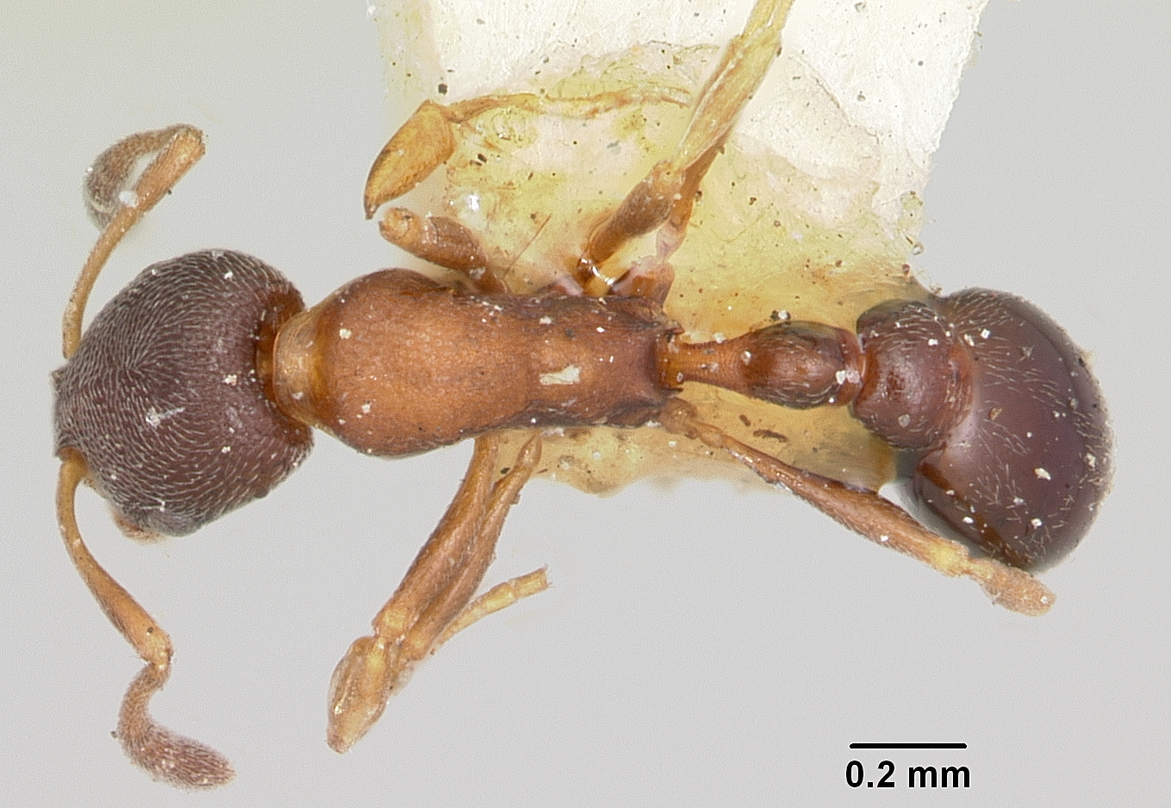